# 산성 세제
산성 세제(酸性洗劑)는 불산, 염산, 인산, 붕산 등 산성을 띤 세제이다. 인간이 배설한 것을 중심으로 인간에게 나온 오염물은 알칼리성이다. 이 오염물을 분해시키고 없애는 것이 산성세제로, 화장실 전용세제가 대표적이다. 화장실용 세제는 손때 등으로 더러워진 것을 닦는 데도 적합하다.

## 같이 보기
- 합성 세제
- 중성 세제
- 알칼리세제